# 工業所有権の保護に関するパリ条約
工業所有権の保護に関するパリ条約（こうぎょうしょゆうけんのほごにかんするパリじょうやく、仏：Convention de Paris pour la protection de la propriété industrielle）は、1883年にパリにおいて、特許権、商標権等の工業所有権の保護を目的として、「万国工業所有権保護同盟条約」として作成された条約。フランス語が正文であり、英語などの公定訳文がある。「内国民待遇の原則」、「優先権制度」、「各国工業所有権独立の原則」などについて定めており、これらをパリ条約の三大原則という。

## 条約の保護対象
パリ条約は工業所有権の保護のための同盟を形成するもので（パリ第1条(1)）、その保護対象は特許、実用新案、意匠、商標、サービス・マーク、商号、原産地表示又は原産地名称及び不正競争の防止である（パリ条約1条(2)）。
ここで、
- 「工業所有権」の語は、最も広義に解釈する為、工業や商業のみならず、農業、採取産業の分野、製造した又は天然のすべての産品（例えば、ぶどう酒、穀物、たばこの葉、果実、家畜、鉱物、鉱水、ビール、花、穀粉）についても用いられる（パリ条約1条(3)）。
- 「特許」には、輸入特許、改良特許、追加特許等の同盟国の法令によつて認められる各種の特許が含まれる（パリ条約1条(4)）。
- 「商標」は、いわゆる商品商標のみを指し、役務商標（サービス・マーク）を含まない。サービス・マークの保護形態は各国の国内法令に委ねられている（パリ条約6条の6）。それに対し日本の商標法における「商標」は商品商標と役務商標の双方を含んでいる（商標法2条1項）。

本条約が適用されるのは、同盟国の国民に対してである。ただし
- 同盟に属しない国の国民であって、いずれかの同盟国の領域内に住所又は現実かつ真正の工業上若しくは商業上の営業所を有するものは、同盟国の国民とみなす（パリ条約3条）。

## パリ条約の三大原則
以下に規定されている事項は、パリ条約の三大原則と呼ばれる。
- 内国民待遇の原則（第2条）
- 優先権制度（第4条）
- 各国工業所有権独立の原則（第4条の2、6条(2)、同条(3)）

### 内国民待遇の原則
パリ条約の同盟国は、この条約で特に定める権利を害されることない事を他の同盟国の国民にも保証しなければならず、さらに工業所有権の保護に関して自国民に現在与えている、又は将来与えることがある利益を他の同盟国民にも与えなければならない（パリ条約2条(1)）。こうした権利や保護を与える際、その国に住所又は営業所を有することが条件としてはならない（パリ条約2条(2)）。
なお、自国民よりも有利な待遇を他の同盟国民に対して与えることは自由である。例えば、かつて韓国が自国民に認めていなかった「物質特許」をアメリカ合衆国民に認めていたことがある。
内国民待遇の例外として、司法上及び行政上の手続並びに裁判管轄権、工業所有権に関する法令上必要とされる住所の選定又は代理人の選任については、各同盟国の法令の定めるところによる（パリ条約2条(3)）。
これは、手続の円滑化のために、各国の権限を留保することを趣旨とした規定であるとされている。たとえば、日本の特許法8条は、在外者（日本に住所または居所を有しない者）が手続をする場合には、代理人の選任を強制している。

### 優先権制度
いずれかの同盟国において正規の特許、実用新案、意匠、商標の出願をした者は、特許及び実用新案については12箇月、意匠及び商標については6箇月の期間中、優先権を有する（パリ条約4条A(1)、4条C(1)）。そして、この優先権期間中に他の同盟国に対して同一内容の出願を行った場合には、当該他の同盟国において新規性、進歩性の判断や先使用権の発生などについて、第1国出願時に出願したものとして取り扱われる（パリ条約4条B）。パリ優先権とも呼ばれる。
例えば、2005年1月1日に同盟国Xにおいて発明イについて特許出願Aをした者が、優先権を主張して2006年1月1日に同盟国Yに発明イについて特許出願Bをした場合、同盟国Yにおいては、新規性、進歩性の判断等において、現実の出願日である2006年1月1日ではなく第1国（同盟国X）出願日である2005年1月1日に出願したものとして取り扱われる。したがって、2005年9月1日に発明イと同一の発明が公知となっても、それを理由として2006年1月1日にされた特許出願Bに係る発明イの新規性は否定されない。
これにより、複数の同盟国で特許等を受けようと思う同盟国民は、言語等を考えて出願しやすい同盟国（通常は自国）にまず出願し、その後、優先権期間内に他の同盟国に出願することにより、同時に多数の同盟国に出願することなく、第1国出願日に出願した利益を享受することができる。特許出願の書類を外国語に翻訳することは容易なことではないため、優先権制度の意義は大きい。
なお、Y国で優先権出願された特許の存続期間は、Y国で優先権なしで特許出願がされ又は特許が与えられた場合に認められる存続期間と同一でなければならない（パリ条約4条の2(4)）。

### 各国工業所有権独立の原則
以下の2つを合わせて各国工業所有権独立の原則という：
- 各国特許独立の原則（4条の2）
- 各国商標保護独立の原則（6条(2)、(3)）

なお、実用新案権、意匠権、サービスマーク等の他の工業所有権については各国独立であることを義務づける規定はない。

#### 各国特許独立の原則
同盟国民が同盟国で出願した特許Aは、（同盟国もしくはそれ以外の）他国で取得した同一発明の特許Bから独立であり、その特許の存続期間、優先期間中に出願された特許の無効又は消滅の理由といった点にしてBはAに影響を与えない（パリ条約4条の2(1)、(2)）。
この規定は、効力発生の際に存するすべての特許について適用し、パリ条約に新たに加入する国がある場合には、加入の際に加入国又は他の国に存する特許についても、同様に適用する（パリ条約4条の2(3)、(4)）。
なお、特許権の効力は各国の国内法令の問題であって、4条の2の問題ではないと解されている。

#### 各国の商標保護独立の原則
同盟国で正規に登録された商標は、他の同盟国(本国を含む)で登録された商標から独立である（パリ条約6条(3)）。また本国において登録出願、登録又は存続期間の更新がされていないことを理由として同盟国民が他の同盟国で登録出願した商標が拒絶されたり無効になったりしない（パリ条約6条(2)）。

## その他

### 中央資料館（12条）
パリ条約12条には各同盟国が特許、実用新案、意匠及び商標を公衆に知らせるための中央資料館を設置することが規定されており、日本ではこの規定に従って経済産業省所管の独立行政法人工業所有権情報・研修館が設置されている（根拠法：独立行政法人工業所有権情報・研修館法）。

### 国際事務局（15条）
15条にはベルヌ条約によって設立された同盟事務局と合同した同盟事務局の継続である国際事務局が行うとしている。
この規定に基づき知的所有権保護合同国際事務局という国際機関が1892年設立されたが、1967年作成された「世界知的所有権機関を設立する条約」（WIPO 設立条約）に従い、世界知的所有権機関に引き継がれた。

## 加盟国
179か国（2023年6月現在）

## 改正
パリ条約は数回の改正を繰り返しており、パリ条約の同盟国はいずれかの改正条約に加盟している（現在、全ての同盟国はヘーグ改正条約からストックホルム改正条約のいずれかに加盟している）。異なる改正条約の締約国の間では、共通する最新の改正条約が適用される（27条）。また、新規に加盟する場合は、最新の改正条約に加盟しなければならない（23条）。日本は、最新のストックホルム改正条約に加入している。
- ブラッセル改正条約（1900年12月14日）
- ワシントン改正条約（1911年6月2日）
- ヘーグ改正条約（1925年11月6日）
- ロンドン改正条約（1934年6月2日）
- リスボン改正条約（1958年10月31日）[4]
特許出願の対象の一部についても優先権の主張を認める。
- ストックホルム改正条約（1967年7月14日）[5]
発明者証制度を優先権との関連で本条約に導入する。

以上の改正から、ストックホルム改正条約の正式名称は、「千九百年十二月十四日にブラッセルで、千九百十一年六月二日にワシントンで、千九百二十五年十一月六日にヘーグで、千九百三十四年六月二日にロンドンで、千九百五十八年十月三十一日にリスボンで及び千九百六十七年七月十四日にストックホルムで改正された工業所有権の保護に関する千八百八十三年三月二十日のパリ条約」となっている。